# 杰克逊皮艇

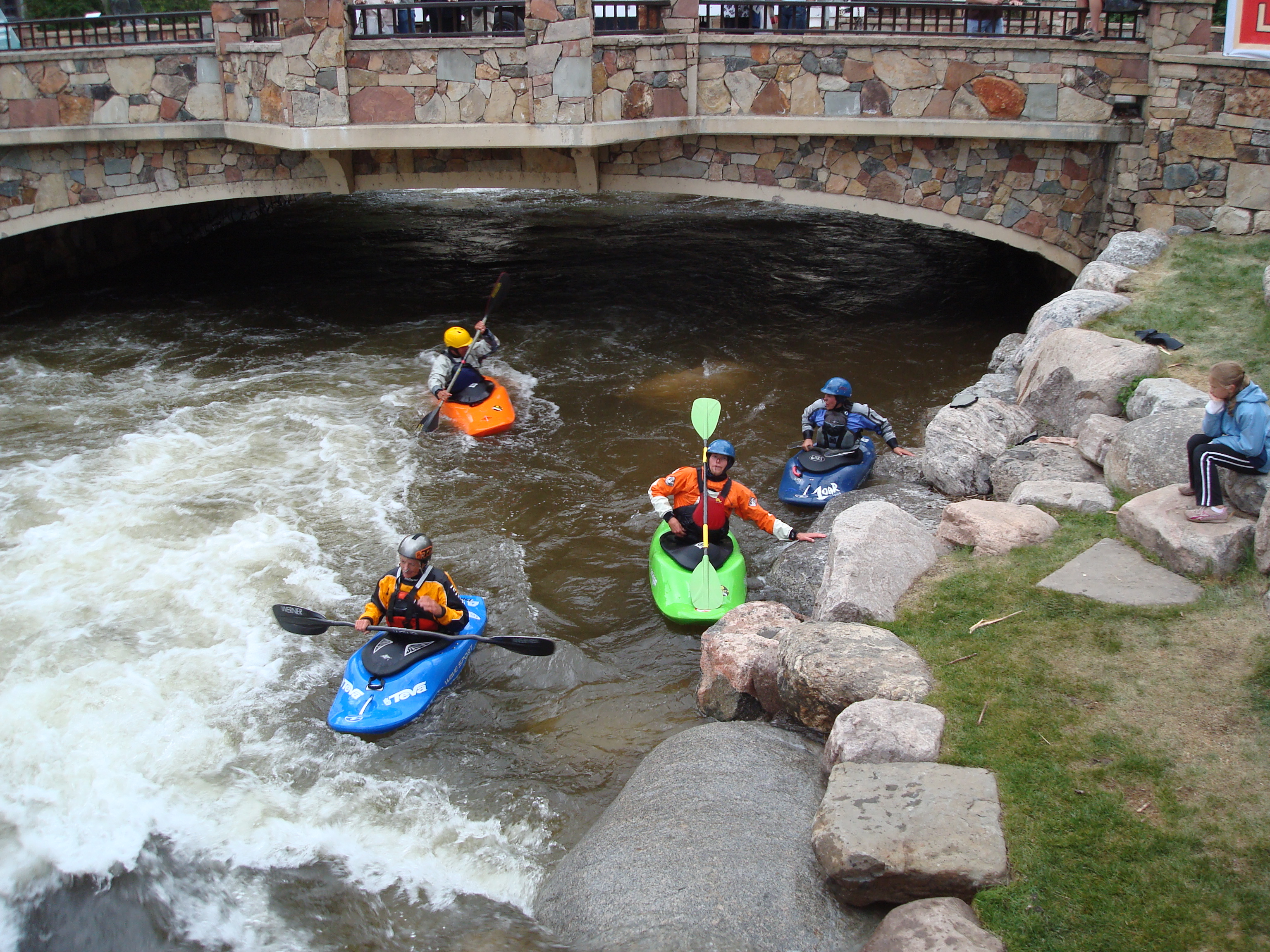
杰克逊皮艇

杰克逊皮艇（Jackson Kayak）是皮艇制造商，取名自创建者埃里克·杰克逊（Eric "EJ" Jackson），简称JK。埃里克·杰克逊曾是Wave Sport的团队成员和设计者之一，2003年10月与商业夥伴Tony Lunt ，在田纳西州Rock Island建了杰克逊皮艇。

## 公司历史

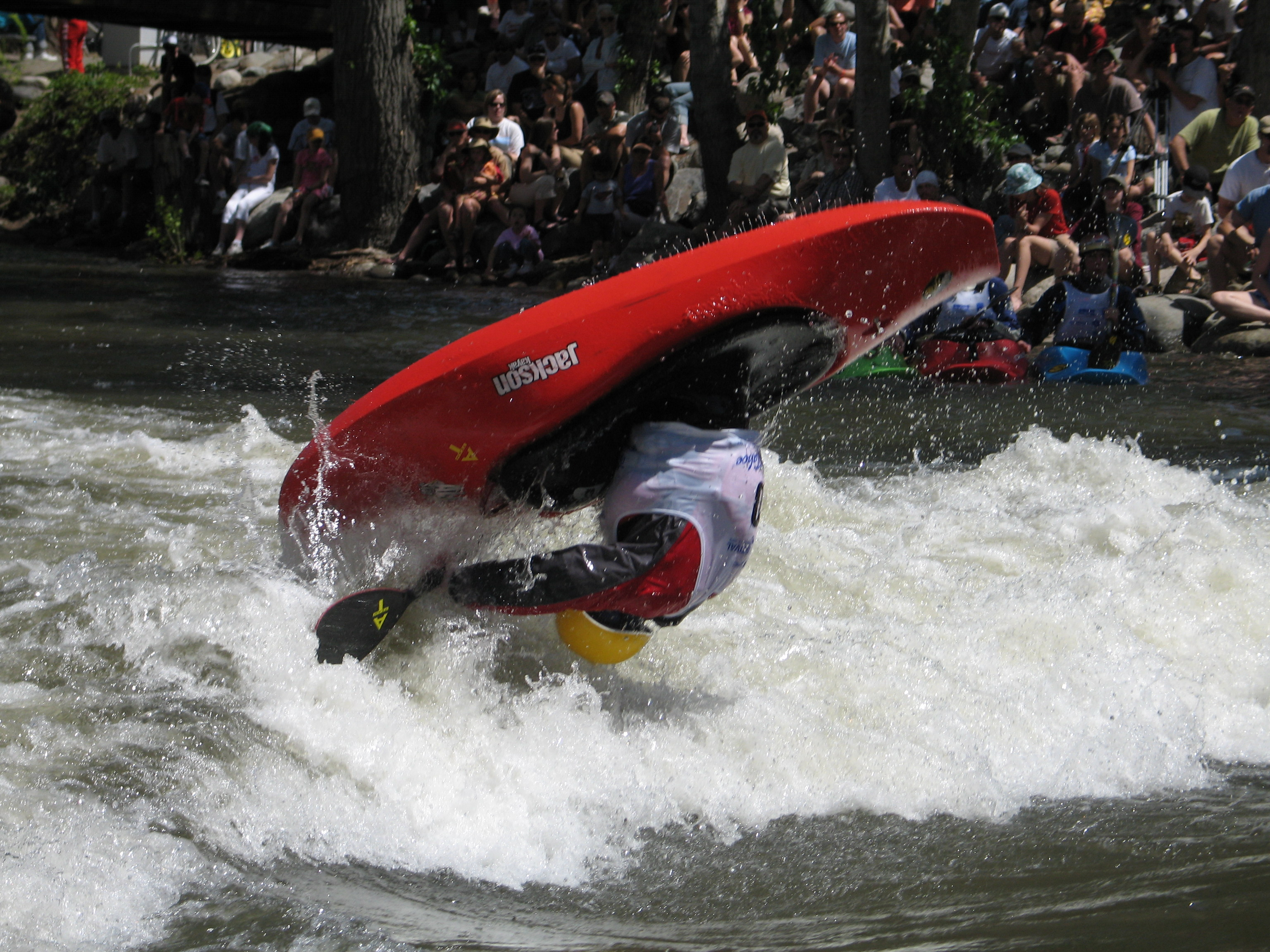
杰克逊皮艇在Canoe freestyle中很流行

在公司创立当年，共卖出了2500条船，年销售额达150万美元。到2007年，每年销售额递增80%，2008年共售出7515条船。2008/2009年度，公司占据了美国whitewater kayaks市场的40%，2009年预计销售达7000条。在英格兰和日本，乃至法国，该公司都占据相当大的市场份额。
JK在高端花式艇竞技中逐渐流行，JK赞助的团队包括众多自由式 K-1的选手，包括杰克逊一家（Eric、Emily和Dane Jackson）、Nick Troutman、Ruth Gordon和Jason Craig等。在2007年和2009年世界锦标赛中，JK团队获得了K-1组的多项冠军。
JK多选择与小经销商合作，他们通过生产载重小到13.5kg（30磅）的儿童用艇，将Kayak发展成为一项家庭运动。

## 生产型号

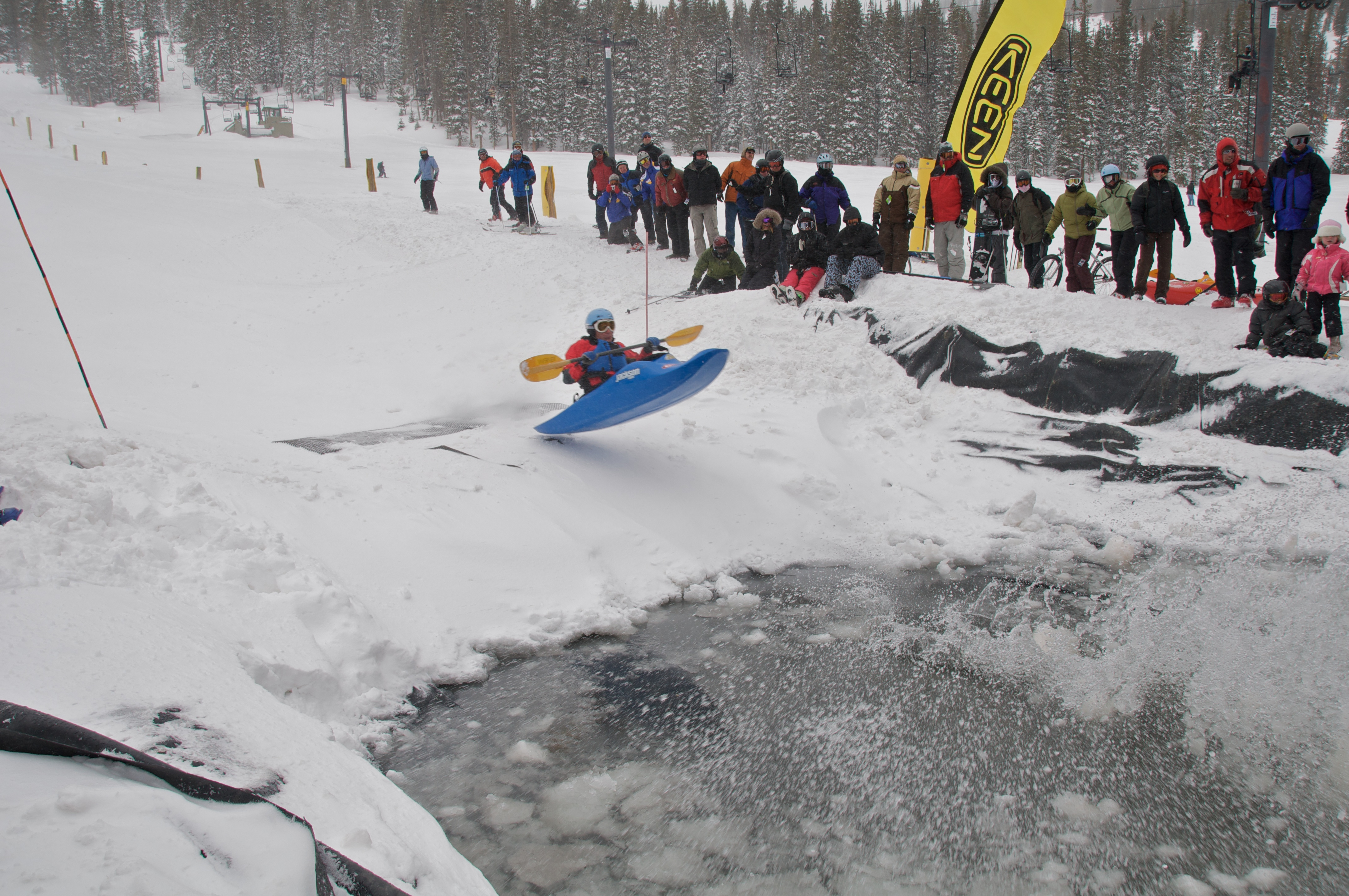
Fun系列kayak用于Snow boating

截至2009年，JK建立了八种皮艇类型，其中四种用于平水，四种用于白水：
- 英雄（Hero）系列：用作漂流、creeker，按大小分为Side Kick、Little Hero、Hero和Super Hero；
- Rocker系列：creeker，按大小分为Punk Rocker、Rocker和Mega Rocker；
- 明星（Star）系列：2007－2009，现在叫Classical Star，自由式，按大小分为Shooting Star、Star、All-Star、Super Star；
- 2010明星（Star）系列：Classical Star的新款，包括Shooting Star、Star、All-Star、Super Star和MonStar；
- 欢乐（Fun）系列：漂流、自由式，分六个型号：Fun 1、Fun 1.5、2 Fun、Fun、4 Fun和Super Fun；
- 2010 Villain系列（取代Rocker系列）：岩降，分Villain S和Villain